# Kenta Nishioka
Kenta Nishioka (西岡 謙太 Nishioka Kenta?), född 15 april 1987 i Ehime prefektur, är en japansk fotbollsspelare.
Nishioka började sin karriär 2010 i Mito HollyHock. Han spelade 149 ligamatcher för klubben. Efter Mito HollyHock spelade han för Angthong FC och Kagoshima United FC.